# Мельничук, Юрий Степанович
Юрий Степанович Мельничук (укр. Юрій Степанович Мельничук; 7 мая 1921, с. Малая Каменка (ныне Коломыйского района, Ивано-Франковская область) — 12 августа 1963, Львов) — украинский советский писатель-публицист, литературовед, общественный деятель.

## Биография
В 1938 году за участие в рабочих выступлениях был исключён из ремесленной гимназии и передан под суд, по решению которого был лишен права на дальнейшее обучение.
До 1939 работал столяром в г. Коломыя. В 1939—1940 годах был секретарём временного рабоче-крестьянского революционного комитета в родном селе.
Затем до начала войны работал в Коломыйском райкоме ЛКСМУ и редакции городской газеты «Красное знамя» (укр. Червоний прапор). Печататься начал в 1939 году.
Участник Великой Отечественной войны. С 1941 по 1945 год находился в действующей армии. В 1942 году на фронте вступил в Коммунистическую партию.
Начинал службу рядовым красноармейцем, затем был курсантом Московского военно-инженерного училища, окончив которое был назначен командиром разведывательного взвода. Продолжил службу — командиром отдельной мотострелковой разведывательной роты. Закончил войну в должности помощника начальника войсковой разведки штаба 40-й армии Юго-Западного и 1-го Украинского фронтов. Во время войны трижды был ранен и контужен.
В 1945—1946 годах майор Ю. Мельничук был слушателем в Военной академии им. М. Фрунзе (Москва). В 1946 году направлен на учёбу в республиканскую партшколу при ЦК КП(б)У, которую окончил в 1948 году.
С 1948 по 1950 год — старший, а затем главный редактор издательства «Советский писатель» (укр. Радянський письменник).
В 1950 году экстерном окончил Львовский университет.
С 1951 года — главный редактор львовского журнала «Жовтень» (теперь «Дзвін»). В 1950 году Ю. Мельничук был принят в Союз писателей УССР. В 1953—1954 годах был членом правления Львовской организации СП.
Избран депутатом Верховного Совета СССР 6-го созыва (1962). В составе правительственных делегаций в ЮНЕСКО на 15-й и 16-й сессиях Генеральной ассамблеи Организации Объединенных Наций принимал участие в миротворческой и просветительской деятельности. Участвовал также в работе комиссий по расследованию массовых убийств в 1940—1950-х годах фашистами и их пособниками мирного населения Западной Украины.
Автор острых политических памфлетов, написанных с позиций борьбы с украинским буржуазным национализмом, ряда публицистических произведений, среди которых:
- «Уоллстритовский шарманщик» («Уолл-стрітівський шарманщик», 1958)
- «Лицо божьего воинства» («Обличчя божого воїнства», 1960)
- «Правде служить» («Правді служити», 1962)

В своем творчестве много внимания уделил идеям воссоединения украинских земель, обличению католического мракобесия:
- «Александр Гаврилюк» («Олександр Гаврилюк», 1955)
- «Ответ нахлебникам» («Відповідь нахлебникам», 1956)[1]
- «Слуги жёлтого дьявола» («Слуги жовтого диявола», 1957)
- «Отродье Иуды» («Поріддя Іуди», 1958)
- «Когда кровь стынет в жилах» («Коли кров холоне в жилах», 1960)
- «Папы рождаются в дымоходе» («Папи родяться в комині», 1960)
- «Оказии с попами» («Оказії з попами», 1961)
- «В рай напрямик» («До раю навпростець», 1961)
- «Языком сердца» («Мовою серця», 1962)
- «Племя вампиров» («Плем’я упирів», 1963)
- «Вырванное сердце» («Вирване серце», 1966) и др.

Ю. С. Мельничуком написаны сценарии документальных фильмов: «Народ обвиняет» (1959), «Молодость освобождённого края» (1959, в соавторстве).
В 1964 году посмертно стал лауреатом Республиканской премии им. Я. А. Галана. Награждён орденами Красного Знамени, Красной Звезды, рядом медалей. Посмертно удостоен звания «Почётный гражданин г. Львова» (1966).
Умер во Львове и похоронен на Лычаковском кладбище.
Во Львове Ю. С. Мельничуку в 1973 был установлен памятник на площади, названных в его честь. В данное время памятник уничтожен, а площадь — переименована в площадь Шашкевича.

## Награды
- орден Красного Знамени (03.02.1944)
- орден Трудового Красного Знамени (24.11.1960)
- орден Красной Звезды (01.12.1942)
- медаль «За боевые заслуги» (10.11.1942)
- другие медали